# Nishi-Kyūshū-Shinkansen
| Zug der Baureihe N700S-8000 |                      |                                  |                                  |
| |                      |                                  |                                  |
| Streckenlänge: | 66,0 km              |                                  |                                  |
| Spurweite: | 1435 mm (Normalspur) |                                  |                                  |
| Stromsystem: | 25 kV 60 Hz ~        |                                  |                                  |
| Minimaler Radius: | 4.000 m              |                                  |                                  |
| Streckengeschwindigkeit: | 260 km/h             |                                  |                                  |
| |                      |                                  |                                  |
| \| \| \| ↑ JR Kyūshū: Sasebo-Linie \| \| \| \| \| Kehranlage \| \| \| \| 0,0 \| Takeo-Onsen (武雄温泉駅) \| Takeo-Onsen (武雄温泉駅) \| \| \| \| ← JR Kyūshū: Sasebo-Linie \| \| \| \| \| Takeo (Fluss) \| \| \| \| \| \| \| \| \| \| \| \| \| \| \| Nishi-Kyūshū-Expressway \| \| \| \| \| \| \| \| \| \| Nagasaki-Expressway \| \| \| \| \| \| \| \| \| \| \| \| \| \| 10,9 \| Ureshino-Onsen (嬉野温泉駅) \| Ureshino-Onsen (嬉野温泉駅) \| \| \| \| \| \| \| \| \| Nagasaki-Expressway \| \| \| \| \| \| \| \| \| \| ← JR Kyūshū: Ōmura-Linie \| \| \| \| \| Shinkansen-Betriebswerk Ōmura \| \| \| \| \| \| \| \| \| \| \| \| \| \| \| Takematsu \| \| \| \| 32,2 \| Shin-Ōmura (新大村駅) \| Shin-Ōmura (新大村駅) \| \| \| \| Suwa \| \| \| \| \| ← JR Kyūshū: Ōmura-Linie \| \| \| \| \| \| \| \| \| \| Nagasaki-Expressway \| \| \| \| \| \| \| \| \| \| \| \| \| \| \| \| \| \| \| \| \| \| \| \| \| ← JR Kyūshū: Ōmura-Linie \| \| \| \| \| JR Kyūshū: Nagasaki-Hauptlinie → \| \| \| \| 44,7 \| Isayaha (諫早駅) \| Isayaha (諫早駅) \| \| \| \| Shimabara Tetsudō-sen → \| \| \| \| \| ← JR Kyūshū: Nagasaki-Hauptlinie \| \| \| \| \| Higashio (Fluss) \| \| \| \| \| \| \| \| \| \| \| \| \| \| \| \| \| \| \| \| \| \| \| \| \| \| \| \| \| \| ← JR Kyūshū: Nagasaki-Hauptlinie \| \| \| \| 66,0 \| Nagasaki (長崎駅) \| Nagasaki (長崎駅) \| |                      |                                  |                                  |
| Strecke |                      | ↑ JR Kyūshū: Sasebo-Linie        | ↑ JR Kyūshū: Sasebo-Linie        |
| Strecke |                      | Kehranlage                       | Kehranlage                       |
| Bahnhof · Bahnhof | 0,0                  | Takeo-Onsen (武雄温泉駅)         | Takeo-Onsen (武雄温泉駅)         |
| Strecke nach rechts · Strecke |                      | ← JR Kyūshū: Sasebo-Linie        | ← JR Kyūshū: Sasebo-Linie        |
| |                      | Takeo (Fluss)                    |                                  |
| |                      |                                  |                                  |
| |                      |                                  |                                  |
| |                      | Nishi-Kyūshū-Expressway          |                                  |
| Tunnelanfang |                      |                                  |                                  |
| |                      | Nagasaki-Expressway              |                                  |
| Tunnelende |                      |                                  |                                  |
| |                      |                                  |                                  |
| Bahnhof | 10,9                 | Ureshino-Onsen (嬉野温泉駅)      | Ureshino-Onsen (嬉野温泉駅)      |
| |                      |                                  |                                  |
| |                      | Nagasaki-Expressway              |                                  |
| |                      |                                  |                                  |
| Strecke von rechts · Strecke nach links · Strecke von rechts |                      | ← JR Kyūshū: Ōmura-Linie         | ← JR Kyūshū: Ōmura-Linie         |
| Strecke · Betriebs-/Güterbahnhof Streckenanfang · Strecke |                      | Shinkansen-Betriebswerk Ōmura    | Shinkansen-Betriebswerk Ōmura    |
| Strecke · Strecke Anfang Hochstrecke · Strecke |                      |                                  |                                  |
| Strecke · Abzweig geradeaus und von links · Strecke nach rechts |                      |                                  |                                  |
| Haltepunkt / Haltestelle · Strecke |                      | Takematsu                        | Takematsu                        |
| Bahnhof · Bahnhof | 32,2                 | Shin-Ōmura (新大村駅)            | Shin-Ōmura (新大村駅)            |
| Haltepunkt / Haltestelle · Strecke |                      | Suwa                             | Suwa                             |
| Strecke nach rechts · Strecke |                      | ← JR Kyūshū: Ōmura-Linie         | ← JR Kyūshū: Ōmura-Linie         |
| Tunnelanfang |                      |                                  |                                  |
| |                      | Nagasaki-Expressway              |                                  |
| Tunnelende |                      |                                  |                                  |
| |                      |                                  |                                  |
| |                      |                                  |                                  |
| Strecke von links · Strecke nach rechts |                      |                                  |                                  |
| Kreuzung · Strecke von rechts |                      | ← JR Kyūshū: Ōmura-Linie         | ← JR Kyūshū: Ōmura-Linie         |
| Strecke · Abzweig geradeaus und von links · Strecke quer |                      | JR Kyūshū: Nagasaki-Hauptlinie → | JR Kyūshū: Nagasaki-Hauptlinie → |
| Bahnhof · Bahnhof · Kopfbahnhof Streckenanfang | 44,7                 | Isayaha (諫早駅)                 | Isayaha (諫早駅)                 |
| Strecke · Strecke · Strecke nach links |                      | Shimabara Tetsudō-sen →          | Shimabara Tetsudō-sen →          |
| Kreuzung · Strecke nach rechts |                      | ← JR Kyūshū: Nagasaki-Hauptlinie | ← JR Kyūshū: Nagasaki-Hauptlinie |
| |                      | Higashio (Fluss)                 |                                  |
| |                      |                                  |                                  |
| |                      |                                  |                                  |
| |                      |                                  |                                  |
| |                      |                                  |                                  |
| Strecke nach links · Strecke von rechts |                      |                                  |                                  |
| Strecke von rechts · Strecke |                      | ← JR Kyūshū: Nagasaki-Hauptlinie | ← JR Kyūshū: Nagasaki-Hauptlinie |
| Kopfbahnhof Streckenende · Kopfbahnhof Ende Hochstrecke | 66,0                 | Nagasaki (長崎駅)                | Nagasaki (長崎駅)                |

Die Nishi-Kyūshū-Shinkansen (jap. 西九州新幹線, dt. Übersetzung West-Kyūshū-Shinkansen) ist eine aktuell 66 km lange Schnellfahrstrecke des japanischen Shinkansen auf der Insel Kyūshū, deren erstes Teilstück zwischen den Bahnhöfen Takeo-Onsen und Nagasaki am 23. September 2022 in Betrieb genommen wurde. Damit handelt es sich derzeit um einen Inselbetrieb, der nicht an das restliche Shinkansen-Netz Japans angebunden ist. Ein Lückenschluss befindet sich in der Diskussion. Betreiber ist die Kyushu Railway Company (JR Kyūshū).

## Geschichte
Die Nishi-Kyūshū-Shinkansen wurde durch das Gesetz für den Ausbau der Shinkansen-Eisenbahn im ganzen Land (全国新幹線鉄道整備法, Zenkoku Shinkansen Tetsudō Seibihō, engl. Nationwide Shinkansen Railway Development Act) in seiner Fassung vom 12. Dezember 1972 in die offizielle Shinkansen-Netzausbauplanung Japans aufgenommen. Die Streckenführung war von Hakata über Saga nach Nagasaki geplant. Allerdings meldete insbesondere die Präfektur Saga aufgrund der hohen Baukosten immer wieder Bedenken an, so dass sich die politische Diskussion über das Vorhaben über Jahrzehnte zog. Zwischenzeitlich wurden Alternativen zu einer Shinkansen diskutiert und teilweise mit Machbarkeitsstudien untersucht, so z. B. der Bau einer Hochgeschwindigkeitsstrecke in Kapspur (sogenannter Super Tokkyū (スーパー特急)).
Im Jahr 2007 konnte JR Kyūshū mit den Präfekturen Saga und Nagasaki eine Einigung erzielen, indem JR Kyūshū sich dazu verpflichtete, den kapspurigen Streckenabschnitt zwischen Hizen-Yamaguchi und Isahaya für mindestens 20 Jahre nach Eröffnung der Nishi-Kyūshū-Shinkansen weiterzubetreiben. In der Folge beantragte Anfang 2008 die Japan Railway Construction, Transport and Technology Agency (JRTT) (jap. 独立行政法人鉄道建設・運輸施設整備支援機構) den Bau des 44,7 Kilometer langen Streckenabschnitts zwischen Takeo-Onsen und Isahaya in Voll-Shinkansen-Norm. Die Bauarbeiten begangen im April 2008.
Die Diskussionen um den verbleibenden, rund 20 Kilometer langen Abschnitt zwischen Isahaya und Nagasaki zogen sich weitere vier Jahre hin, bis im Juni 2012 die Baugenehmigung erteilt wurde. Im Dezember 2012 gab die Regierung zudem bekannt, dass durch den Einsatz von Triebzügen mit wechselbarer Spurbreite die Netzlücke zwischen Takeo-Onsen und Shin-Tosu überwunden werden solle. Dieses Vorhaben wurde allerdings 2017 aufgegeben, da sich auch mit dem dritten umspurbaren Shinkansen-Versuchszug abzeichnete, dass die Technik zu störanfällig und die Betriebskosten zu hoch sein würden. Damit ergab sich das Dilemma, dass der bereits im Bau befindliche Streckenabschnitt zwischen Takeo-Onsen und Nagasaki mit seiner Eröffnung ein Inselbetrieb ohne Anschluss an das restliche Shinkansen-Netz Japans sein würde.

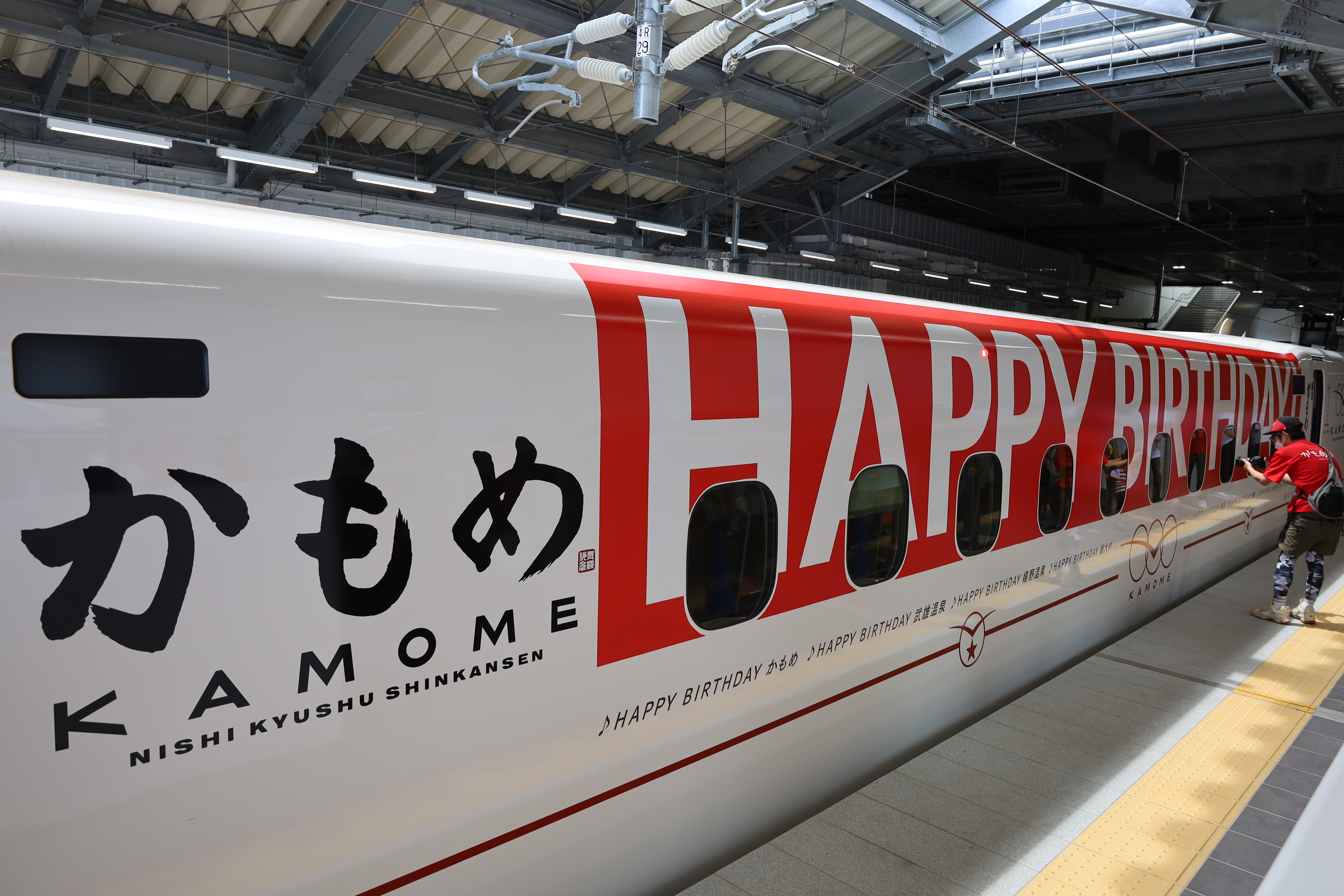
Zur Inbetriebnahme mit der Aufschrift „HAPPY BIRTHDAY“ folierter Zug der Baureihe N700S-8000 am Bahnhof Nagasaki

Die feierliche Inbetriebnahme der Nishi-Kyūshū-Shinkansen erfolgte am 23. September 2022. Aufgrund des fehlenden Anschlusses an das restliche Shinkansen-Netz Japans wurde zeitgleich die Expresszugverbindung Relay Kamome zwischen Takeo-Onsen und Hakata eingeführt, die in Takeo-Onsen auf den Fahrplan der Kamome-Verbindung der Nishi-Kyūshū-Shinkansen abgestimmt ist.

## Betrieb

### Zugverbindungen
Im August 2021 gab JR Kyūshū bekannt, dass die neue Shinkansen-Verbindung auf der West-Kyūshū-Route Kamome (かもめ, dt. Übersetzung Möwe) heißen wird und somit den Namen der seit 1961 bestehenden Expressverbindung beibehalten wird. Zwar werden nicht alle Bahnhöfe der Nishi-Kyūshū-Shinkansen von allen Kursen der Kamome-Verbindung bedient, dennoch verzichtete JR Kyūshū auf eine Differenzierung in Form weiterer Bezeichnungen, wie es auf anderen Shinkansen üblich ist.

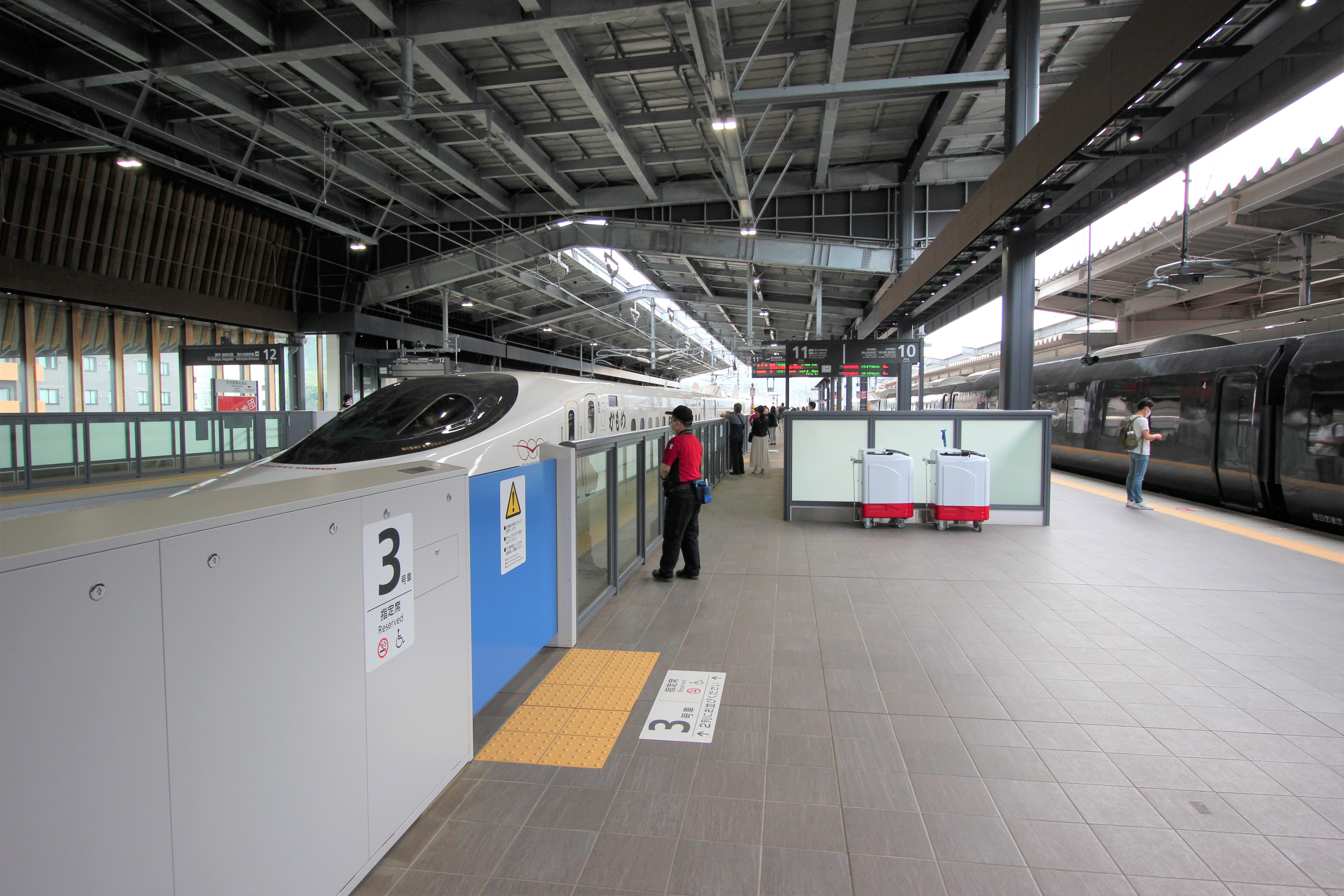
Bahnhof Takeo-Onsen mit Halt der Kamome- und Relay Kamome-Verbindungen am selben Bahnsteig

Aufgrund der fehlenden Anbindung der Nishi-Kyūshū-Shinkansen an das übrige Shinkansen-Netz ist ein Umstieg erforderlich, um die Netzlücke zu überwinden. Um diese Unannehmlichkeit für die Fahrgäste zu lindern, die maßgeblich die Attraktivität der Nishi-Kyūshū-Shinkansen schmälert, wurde zwischen Takeo-Onsen und Hakata die Expresszugverbindung Relay Kamome eingeführt, wo ein Umstieg zu Kyūshū-Shinkansen und San’yō-Shinkansen und damit nach Kagoshima oder Osaka und Tokio möglich ist. In Takeo-Onsen erfolgt der Umstieg zwischen Kamome und Relay Kamome am gegenüberliegenden Bahnsteig.

### Fahrzeugeinsatz
Im Oktober 2020 gab JR Kyūshū bekannt, dass auf der West-Nagasaki-Route Shinkansen-Fahrzeuge der Baureihe N700S zum Einsatz kommen werden. Sie verfügen allerdings gegenüber der 16-teiligen Variante J, die derzeit von JR Central auf den Tōkaidō- und San’yō-Shinkansen eingesetzt wird, nur über sechs Wagen. Im Dezember 2021 erfolgte die Vorstellung des Vorserienfahrzeugs der als N700S-8000 klassifizierten Baureihe. Es wurden vier Fahrzeuge beschafft.
Auf der Relay Kamome-Verbindung kommen Züge der Baureihen 787 und 885 zum Einsatz.

## Bahnhöfe
| Bahnhof        | Japanisch | Entfernung | Bedienung | Umsteigemöglichkeiten                                                 | Ort      | Ort      |
| -------------- | --------- | ---------- | --------- | --------------------------------------------------------------------- | -------- | -------- |
| Takeo-Onsen    | 武雄温泉  | 0,0 km     | ●         | JR Kyūshū: Sasebo-Linie                                               | Takeo    | Saga     |
| Ureshino-Onsen | 嬉野温泉  | 10,9 km    | △         |                                                                       | Ureshino | Saga     |
| Shin-Ōmura     | 新大村    | 32,2 km    | △         | JR Kyūshū: Ōmura-Linie                                                | Ōmura    | Nagasaki |
| Isahaya        | 諫早      | 44,7 km    | ●         | JR Kyūshū: Ōmura-Linie, Nagasaki-Hauptlinie; Shimabara Eisenbahnlinie | Isahaya  | Nagasaki |
| Nagasaki       | 長崎      | 66,0 km    | ●         | JR Kyūshū: Nagasaki-Hauptlinie; Straßenbahn Nagasaki                  | Nagasaki | Nagasaki |

Legende:
● Alle Züge halten;
△ Einzelne Züge halten;
｜ kein Halt

## Lückenschluss zwischen Takeo-Onsen und Shin-Tosu
Der Bau des verbleibenden, rund 50 km langen Teilstücks zwischen Takeo-Onsen und Shin-Tosu, wo der Anschluss an die Kyūshū-Shinkansen und damit an das Shinkansen-Netz Japans hergestellt würde, ist derzeit zurückgestellt. Ursprünglich war geplant, diese Netzlücke durch den Einsatz von Fahrzeugen mit umspurbaren Fahrwerken auf der kapspurigen Sasebo-Linie übergangsweise zu schließen. Zu diesem Zweck wurde ab 2014 der dritte Versuchszug des Kikan Kahen Densha getestet. Allerdings führten signifikante technische Probleme am Fahrzeug zu einer Aufgabe dieses Plans im Jahr 2017. Seither werden Alternativen diskutiert, u. a. der (kostspielige) Neubau in Voll-Shinkansen-Norm oder ein Ausbau der Bestandsstrecken als „Mini-Shinkansen“. In einer im März 2018 vom Ministerium für Land, Infrastruktur, Verkehr und Tourismus vorgestellten Variantenuntersuchung würde der Ausbau des Teilstücks in Voll-Shinkansen-Norm über 530 Milliarden Yen (rund 400 Mio. Euro) kosten und eine Fahrzeitverkürzung zwischen Nagasaki und Hakata von 31 Minuten gegenüber dem Status quo erzielen.
| Variante                                                    | Mini-Shinkansen                               | Mini-Shinkansen                               | Voll-Shinkansen                    |
| Variante                                                    | Eingleisig                                    | Zweigleisig, Dreischienengleise               | Voll-Shinkansen                    |
| ----------------------------------------------------------- | --------------------------------------------- | --------------------------------------------- | ---------------------------------- |
| Anpassung Bahnhöfe                                          | Shin-Tosu, Saga, Hizen-Yamaguchi, Takeo-Onsen | Shin-Tosu, Saga, Hizen-Yamaguchi, Takeo-Onsen | Neuer Bahnhof in der Nähe von Saga |
| Anpassung Streckeninfrastruktur                             | ca. 50 km                                     | ca. 50 km                                     | ca. 51 km                          |
| Fahrzeitverkürzung ggü. Nullfall 2 (Nagasaki < > Shin-Tosu) | 2 Minuten                                     | 8 Minuten                                     | 31 Minuten                         |
| Voraussichtliche Inbetriebnahme 3                           | Ende FY 2032                                  | Ende FY 2036                                  | Ende FY 2034                       |
| Mehrkosten ggü. Nullfall 4                                  | über 50 Mrd. Yen (ca. 40 Mio. €)              | über 140 Mrd. Yen (ca. 100 Mio. €)            | über 530 Mrd. Yen (ca. 400 Mio. €) |

Mit Stand Januar 2023 gibt es derzeit keine Entscheidung, wie mit der Netzlücke umgegangen werden soll.